# 461
461 (CDLXI) je bilo navadno leto, ki se je po julijanskem koledarju začelo na nedeljo.

## Dogodki
- 1. januar

## Smrti
- 10. november - papež Leon I., papež, svetnik in cerkveni učitelj Rimskokatoliške Cerkve (* okoli 400)